# Aru (Saaremaa)
Aru is een plaats in de Estlandse gemeente Saaremaa, provincie Saaremaa. De plaats heeft de status van dorp (Estisch: küla).
Aru lag tot in oktober 2017 in de gemeente Leisi. In die maand werd Leisi bij de fusiegemeente Saaremaa gevoegd.

## Bevolking
Het dorp had 21 inwoners op 31 december 2011 en 22 inwoners op 31 december 2021.

## Ligging
De Tugimaantee 79, de secundaire weg van Upa naar Leisi, loopt door Aru.